# Jetsun Pema
Jetsun Pema (Thimbu, 4 de junho de 1990) é a esposa do rei Jigme Khesar Namgyel Wangchuck e rainha consorte do Butão desde outubro de 2011.

## Biografia
O seu pai, o piloto Dhondup Gyaltshen, é neto de um governador de Trashigang (um dos 20 distritos do Butão), e a mãe, Sonam Choki, provém de uma das mais antigas famílias nobres do país. Jetsun estudou em bons colégios da Índia e chegou a frequentar o curso de Relações Internacionais da Universidade de Regent, em Londres. Além do dzongkha, a língua do Butão, fala hindi e inglês.
É muitas vezes comparada a Kate Middleton (do Reino Unido) ou a Letizia (de Espanha) por, tal como elas, ser uma plebeia, e por, tal como elas, não só ser bastante popular como estar a ajudar a monarquia a renovar-se e a adaptar-se aos novos tempos. 
Num reino onde o primeiro banco abriu há menos de 50 anos e a televisão só chegou em 1999, a jovem rainha tem uma página oficial no Facebook onde divulga as várias iniciativas da casa real e publica várias fotografias.

## Casamento e filhos
Jetsum Pema e o Rei Jigme casaram em 13 de outubro de 2011 num evento que não teve a presença de autoridades e realezas estrangeiras. A cerimônia foi realizada dentro da tradição budista, incluindo cânticos, procissões com tambores e o acender de lâmpadas. Jigme tinha na época 31 anos e Jetsum, 21. 
Em novembro de 2015, o Rei e a Rainha anunciaram que esperavam a primeira criança para o início de 2016.  O Príncipe Herdeiro nasceu em 05 de fevereiro de 2016 e o nascimento foi anunciado na página oficial que a Rainha mantém no Facebook. Ele foi nomeado Jigme Namgyel Wangchuck. 
O segundo filho do casal nasceu em 19 de março de 2020 e foi chamado Jigme Ugyen Wangchuck. 
Em 9 de setembro de 2023 o casa teve uma menina, chamada Sonam Yangden Wangchuck. 

## Honras

### Honras nacionais
- : Medalha Comemorativa do 60º Aniversário do Rei Jigme Singye (11 de novembro de 2015).